# Верещага Андрій Дмитрович
Андрі́й Дми́трович Вереща́га — майор Збройних Сил України, учасник російсько-української війни.

## Нагороди
- Орден Данила Галицького (2 грудня 2016) — за особистий внесок у зміцнення обороноздатності Української держави, мужність, самовідданість і високий професіоналізм, виявлені під час виконання військового обов'язку, та з нагоди Дня Збройних Сил України[1]